# Gat americà de pèl aspre
El gat americà de pèl aspre o american wirehair és una raça de gat domèstic que es va originar al nord de l'estat de Nova York (Estats Units). Fins al 2003, encara que la raça era ben coneguda, era la menys comuna de les 41 races reconegudes per la Cat Fanciers 'Association (CFA), amb només 22 espècimens registrats, en comparació dels 39 que hi havia l'any 2002.

## Història
El primer gat gat americà de pèl aspre va aparèixer a partir d'una mutació no intencional dins d'una ventrada de sis gatets nascuts de dos gats de granja. Aquest únic mascle blanc i vermell tenia el pèl estranyament aspre. El propietari dels gats va contactar amb una criadora local de gats de raça rex, la senyora Joan O'Shea, perquè examinés al nounat. Ella va comprar al gatet per 50 dòlars, juntament amb una gateta amb pelatge normal de la mateixa ventrada, per començar un programa de cria. El mascle de pelatge aspre va ser anomenat Adam i la femella, Tip-Toe.
L'encreuament entre ells va produir gatets amb el pèl aspre, molts dels quals van ser venuts a altres criadors interessats. En créixer la població, es van exportar exemplars al Canadà i a Alemanya. La cria va prosperar, i el 1978 van ser acceptats en competències oficials.

## Característiques

### Genètiques
El pelatge aspre és genèticament dominant sobre el pelatge normal, a diferència del gen que produeix el pelatge de les races rex. El pèl és dens i aspre, i fins i tot els seus bigotis són de vegades arrissats. Molts troben el pelatge agradable al tacte. És poc comú en el sentit que aquest pelatge no ha aparegut entre altres gats (la majoria de les mutacions ocorren en molts llocs diferents), i tots els gats americans de pèl aspre són descendents d'Adam. A part del pelatge aspre, es caracteritzen per ser forts i musculosos, de constitució similar al gat americà de pèl curt. El color del seu pelatge pot variar. Són gats amb capacitat d'adaptació i resistents a les malalties.

### Temperament
Han estat descrits com a gats intel·ligents, afectuosos, tranquils, reservats, lleials, juganers i curiosos.